# 北山晴一
北山 晴一（きたやま せいいち、1944年 - ）は、日本の社会学者、歴史学者、社会運動家。
立教大学名誉教授、文化ファッション大学院大学客員教授、社会デザイン学会会長。
専門と研究分野は、社会学、歴史学（歴史社会学、社会史）、社会デザイン学、比較文明学。

## 来歴
東京都生まれ。1945年3月、東京大空襲で九死に一生を得る。1968年、東京大学文学部仏文学科卒業。1977年、同大学院博士課程満期退学。
1972年、フランス政府給費留学生としてフランス留学（1976年まで）、クレルモン・フェラン大学で歴史家ミシュレJules Michelet研究の第一人者ポール・ヴィアラネー（fr:Paul Viallaneix）教授に師事。1976年から1987年までパリ第3大学（国立東洋言語文化研究所）専任講師。1987年、立教大学文学部助教授。1989年、教授。1998年、立教大学大学院文学研究科比較文明学専攻教授。2000年から2002年まで、立教大学ジェンダーフォーラム所長。2002年、立教大学大学院21世紀社会デザイン研究科教授。2004年から2010年まで、同研究科委員長。2008年から2010年まで、立教大学社会デザイン研究所所長。2010年、立教大学、定年、退任、名誉教授。2010年、大阪樟蔭女子大学教授。2015年、定年、退任。 
2006年、社会デザイン学会設立、会長。2011年11月、入道得度（日蓮宗不受不施派）。2013年、一般社団法人社会デザイン研究所設立、代表理事。2015年から、文化ファッション大学院大学客員教授。2015年10月、一般社団法人日本脳損傷者ケアリング・コミュニティ学会の設立に参加、理事ついで監事。

## 著書
- 『世界の食文化 16　フランス』農山漁村文化協会、2008
- 『衣服は肉体になにを与えたか 現代モードの社会学』朝日新聞社、1999.朝日選書
- 『男と女の「欲望」に掟はない』講談社、1998
- 『官能論 人はなぜ美しさにこだわるのか』講談社、1994
- 『ヌードとモードの間 欲望の考現学』日本経済新聞社、1993
- 『美食の社会史』朝日新聞社、1991.朝日選書
- 『おしゃれの社会史』朝日新聞社、1991.朝日選書
- 『美食と革命　十九世紀パリの原風景』三省堂、1985
- 『おしゃれと権力　十九世紀パリの原風景』三省堂、1985

## 共編著
- 『身体はだれのものか　比較史でみる装いとケア』南直人、日比野英子、田端泰子との共編著．昭和堂、2018年
- 『乳房の科学』乳房文化研究会編．責任編集。共編者として山口由美子、田代真一，朝倉書店、2017年
- 『顔の百科事典』原島博、他と共編著．丸善出版、2015年
- 『乳房の文化論』乳房文化研究会編．淡交社、2014年
- 『現代モード論』酒井豊子との共編著.放送大学、2000

## 共著
- 『医食同源』食の文化フォーラム28、ドメス出版、2010年
- 『食、その伝統と未来』熊倉功夫編、執筆者：原田信男、小長谷有紀、岩田三代、全京秀、北山晴一、宮治美江子、石毛直道．ドメス出版、2010年
- 『岩波講座世界歴史28　普遍と多元―現代文化に向けて』岩波書店、2000年
- 『岩波講座現代社会学21　デザイン・モード・ファッション』岩波書店、1996年
- 『フーコーの＜全体的なものと個的なもの＞をめぐって』 ミシェル・フーコー、山本哲士との共著、三交社、1993年

## 他の論文等
- 「フランスにおけるテロワールの再発見: 徒歩から馬車、鉄道、車、そして徒歩への回帰 」、機関誌『観光文化』（発行：公益財団法人日本交通公社）37(2)、特集 「ホテル・旅館の歴史に見る交流機能と文化表現の変遷」、2013年4月
- 招聘論文「食文化研究から見えてくるもの : グローバル化の中のフランス型ビジネスモデル」、『異文化経営研究』 (8), 2011年12月
- 「ケアリングと社会デザイン」、雑誌『地域リハビリテーション』誌第６巻７号、特集「新しいコミュニティケアの実現にむけて」所収、三輪書店、2011年7月
- 「TOHU～もっともモンレアル的な非営利組織の試み」、立教大学比較文明学会紀要『境界を越えて』第11号所収、2011年3月
- 「文明化行為と宿命」、立教大学比較文明学会紀要『境界を越えて』第10号所収, 2010年3月
- 「80年代を語ることの意味（２）～大平総理の政策研究会のめざしたものとは～」、『２１世紀社会デザイン研究』（立教大学大学院21世紀社会デザイン研究科紀要）第８号、2010年.2月
- 「80年代を語ることの意味－時代はいかにして閉じられていったか－」、立教大学比較文明学会紀要『境界を越えて 比較文明学の現在』第9号、2009年3月
- 「 〔立教大学大学院〕21世紀社会デザイン研究科誕生の経緯と意義」、『21世紀社会デザイン研究』 （立教大学大学院21世紀社会デザイン研究科紀要）2002（1）、2004年2月
- 「『境界を越えて--比較文明学の現在』創刊にあたって なにゆえの比較文明学か」、立教大学比較文明学専攻紀要『境界を越えて　比較文明学の現在』創刊号、2001年2月
- 「社会規範の不安定化と比較文明学─家族問題からの考察」、日本比較文明学会『比較文明』16号、刀水書房、2000年
- 「パリ・モ-ド夢想」(<特集>ファッション--都市のメディア装置)、雑誌『ユリイカ』18(3)、青土社、1986年３月
- 「パリ東洋語学校日本学科の憂鬱」、雑誌『中央公論』99（８）、1984年8月
- 「ミッテラン左翼政権KGB追放の真相 (ソ連の何が怖いのか)」、雑誌『中央公論』 98(8)、1983年7月
- 「反人類的犯罪とは何か--パリ通信--ナチ戦犯バルビ-逮捕の波紋」、雑誌『中央公論』 98(4)、1983年4月

## 翻訳
- フランツ・ファノン『アフリカ革命に向けて』佐々木武、中野日出男共訳（みすず書房、1969年、フランツ・ファノン著作集・第4巻）．1984年、単独訳。2008年、新装版。
- レアード・ボレリ『世界の服飾デザイナー60人によるファッションイラスト・コレクション 280枚のオリジナルスケッチ集』監修.エムディエヌコーポレーション 2008

## 参考
- アフリカ革命に向けて （新装版） - 紀伊國屋書店BookWeb
- Vanitas no.2 ファッションの批評誌　interview 北山晴一